# Ширма Володимир Васильович
Володимир Васильович Ширма (1 травня 1962, Хутір-Мокляки, Житомирська область — 14 вересня 2024) — український політик, голова Житомирської обласної ради з 26 вересня 2016 по 27 листопада 2020 року.

## Біографія

### Освіта
Народився 1 травня 1962 року у селі Хутір-Мокляки Ємільчинського району Житомирської області у сім'ї колгоспників.
Навчався у Кулішівській середній школі, яку закінчив у 1979 році.
Після цього поступив до Житомирського сільськогосподарського інституту, який закінчив 1984 року, отримавши спеціальність «вчений агроном».
Додатково у 2003 році закінчив Національну академію державного управління при Президенті України та отримав диплом магістра державного управління.
У 2015 році захистив дисертацію за спеціальністю «Економіка та управління підприємствами» та здобув науковий ступінь кандидата економічних наук.

### Робота
З березня по квітень 1984 року працював головним агрономом у радгоспі «Дивлинський» Лугинського району.
З травня 1984 року по листопад 1985 року — на службі в Радянській Армії на посадах рядового та сержантського складу у містах Чернівці та Львів.
З січня 1986 року по лютий 1988 року — головний агроном колгоспу ім. Шевченка у селі Куліші Ємільчинського району.
З лютого 1988 року по липень 1998 року — голова колгоспу «Перемога» у селі Велика Цвіля Ємільчинського району.
З липня 1998 року по березень 2005 року — начальник управління, перший заступник голови Ємільчинської районної державної адміністрації.
З березня 2005 року по липень 2006 року — голова Ємільчинської районної ради.
З листопада 2011 року по жовтень 2014 року — проректор Житомирського національного агроекологічного університету.
З жовтня 2014 року — голова Ємільчинської районної державної адміністрації.
З грудня 2015 року — перший заступник голови Житомирської обласної ради.
З 26 вересня 2016 по 27 листопада 2020 року — голова Житомирської обласної ради.
З 27 листопада 2020 року — заступник голови Житомирської обласної ради.

### Сім'я
- Ширма Наталія Василівна (дружина) — головний спеціаліст відділу освіти Ємільчинської районної державної адміністрації;
- Ширма Юлія Володимирівна (донька) — адвокат, проживає у Житомирі[3].

### Нагороди
- Орден «За заслуги» III ступеня (2009)[3][7].